# مونجی مونمورا
مونجی مونمورا (انگلیسی: Muneji Munemura؛ زادهٔ ۱ اکتبر ۱۹۴۳) کشتی‌گیر اهل ژاپن است.